# Cheryl Salisbury
Cheryl Ann Salisbury (* 8. März 1974 in Newcastle, New South Wales) ist eine ehemalige australische Fußballnationalspielerin. Sie spielte von 1994 bis 2009 für die Australische Fußballnationalmannschaft der Frauen, deren Mannschaftskapitänin sie von 2003 bis zu ihrem Karriereende war. Sie war bis zum 16. Februar 2023 australische Rekordnationalspielerin und konnte auf allen Positionen spielen, gab ihrer Mannschaft aber als Außenverteidigerin die meisten Impulse. Salisbury nahm mit Australien an den Weltmeisterschaften 1995, 1999, 2003 und 2007 sowie den Olympischen Spielen 2000 und 2004 teil.

## Karriere

### Vereine
Salisbury spielte drei Jahre in der japanischen Liga und zwei Jahre in der US-Liga. Ihre Karriere ließ sie dann bei ihrem Heimatverein Newcastle United Jets in der 2008 eingeführten W-League ausklingen und arbeitete dabei gleichzeitig als Co-Trainerin. Am Ende der Punktspielrunde 2008/09 lagen sie auf dem zweiten Platz, verloren dann aber am 10. Januar 2009 im Halbfinale der Finalrunde mit 0:1 gegen Canberra United. Dies war dann auch für sie und Joanne Peters das letzte Spiel. Ihr einziges Tor der Saison war der Anschlusstreffer am 31. Oktober 2008 in der 89. Minute bei der 2:3-Niederlage gegen Adelaide United. In der folgenden Saison konnte Newcastle kein Spiel mehr gewinnen und belegte den letzten Platz.

### Nationalmannschaft
Salisbury wurde erstmals 1994 mit 20 Jahren für die Nationalmannschaft Australiens berufen und kam in einem Spiel gegen Russland zum ersten Einsatz, wobei ihr gleich ein Tor gelang. Ihr erstes großes Turnier war die WM 1995, wo sie zum australischen Kader gehörte und in den ersten beiden Gruppenspielen gegen Dänemark (0:5) und China (2:4) in der Startelf stand. Ihre Mannschaft schied aber nach einem 1:4 gegen die USA im letzten Gruppenspiel aus. Am 9. Oktober 1998 erzielte sie bei der Ozeanienmeisterschaft 1998 beim 21:0 – dem höchsten Länderspielsieg der Australierinnen – gegen Amerikanisch-Samoa fünf Tore. Australien gewann die Meisterschaft und qualifizierte sich für die WM 1999. Dort war sie auch wieder dabei und kam in den drei Gruppenspielen zum Einsatz, wobei ihr im letzten Gruppenspiel gegen China das Tor für Australien bei der 1:3-Niederlage gelang.
Auch für die Olympischen Spiele 2000 in Sydney wurde sie berücksichtigt und in den drei Gruppenspielen eingesetzt. Dabei erzielte sie beim 1:1 gegen Schweden den Führungstreffer für Australien. Da die beiden anderen Spiele gegen Deutschland (0:3) und Brasilien (1:2) verloren wurden, schieden die Australierinnen aber als Gruppenletzte aus.
Bei der Ozeanienmeisterschaft 2003, die Australien gewann und sich damit für die WM 2003 qualifizierte, gelangen ihr zwei Tore. Bei der WM war sie dann Kapitänin der australischen Mannschaft. Die Australierinnen schieden aber nach zwei 1:2-Niederlagen gegen Russland und Ghana sowie einem 1:1 gegen China nach der Vorrunde aus. Für die Olympischen Spiele 2004 qualifizierte sich Australien durch zwei Spiele gegen Fidschi und Papua-Neuguinea. Beim olympischen Turnier kam sie dann zu drei Einsätzen in den Gruppenspielen und Australien erreichte als bester Gruppendritter das Viertelfinale gegen Schweden, das sie aber mit 1:2 verlor. Im letzten Gruppenspiel gegen die USA am 17. August 2004 hatte sie als zweite Australierin ihr 100. Länderspiel gemacht. Am 28. Januar 2005 stellte sie mit ihrem 102. Länderspiel beim Vier-Nationen-Turnier in China im Spiel gegen Deutschland den Landesrekord von Anissa Tann-Darby ein und überbot ihn dann im nächsten Spiel.
Da Australien am 1. Januar 2006 vom ozeanischen Verband in den asiatischen Verband gewechselt war, mussten sie sich für die nächste WM über die Fußball-Asienmeisterschaft der Frauen 2006 qualifizieren, die Australien ausrichten durfte. Sie erreichte mit ihrer Mannschaft das Finale gegen die Volksrepublik China. Nachdem sich beide Mannschaften nach 120 Minuten mit 2:2 trennten, kam es zum Elfmeterschießen, bei dem Salisbury aber nicht mitwirkte. Da zwei ihrer Mitspielerinnen verschossen, während alle Chinesinnen trafen, wurde Australien Vizeasienmeister. Als Finalistinnen waren sie aber für die WM in China qualifiziert. Vor der WM verpassten sie aber durch 2 Niederlagen gegen Nordkorea die Qualifikation für die Olympischen Spiele 2008. Aus Anlass der Auslosung für die WM fand am 21. April 2007 ein Spiel einer FIFA-Weltauswahl gegen WM-Gastgeber China statt, für das sie nominiert wurde und ein Tor beim 2:3 beisteuerte. Bei der WM, an der sie als erste Australierin zum vierten Mal teilnahm, kam Australien gegen Ghana im ersten Gruppenspiel zum ersten Sieg bei einer WM. Im letzten Gruppenspiel gegen Kanada erzielte sie in der Nachspielzeit das 2:2. Damit erreichten sie zum ersten Mal das Viertelfinale einer WM. Dieses verloren sie dann aber mit 2:3 gegen den späteren Finalisten Brasilien.
Ihr 151. und letztes Länderspiel bestritt Salisbury am 31. Januar 2009 gegen Italien. Dabei erzielte sie auch noch ihr letztes Länderspieltor. Insgesamt erzielte sie als überwiegend in der Abwehr spielende Spielerin 38 Länderspieltore. Damit war sie bis zum 16. Mai 2014 auch Rekordtorschützin der Matildas, wurde dann aber von Kate Gill überboten, die mittlerweile 41 Länderspieltore erzielt hat.
Bis 2015 war sie mit 12 WM-Spielen auch in dieser Beziehung australische Rekordhalterin. Sie wurde dann am 27. Juni 2015 von Lisa de Vanna abgelöst, die im Viertelfinale gegen Weltmeister Japan ihr 13. WM-Spiel machte. Da die Matildas mit 0:1 unterlagen, konnte sie den Rekord aber nicht weiter steigern, der 2023 von Caitlin Foord und Emily van Egmond auf 18 Spiele gesteigert wurde.
Vierzehn Jahre nach ihrem letzten Länderspiel löste Clare Polkinghorne sie am 16. Februar 2023 beim 4:0-Sieg gegen Tschechien als Rekordnationalspielerin ab.

## Erfolge
- Ozeanienmeister 1994, 1998, 2003
- Asienmeisterschaft 2006: 2. Platz

## Auszeichnungen
- 2004 und 2007 (1 Tor): Aufnahme in die FIFA-Weltauswahl[12][9][13]
- 2009: Aufnahme in die Hall of Fame[1]
- 2013: Aufnahme ins Team des Jahrzehnts 2000–2013 (Kapitänin)[14]